# Cowgirls
«Cowgirls» — песня американского кантри-певца Моргана Уоллена с участием певца Ernest (Ernest Keith Smith). Она была выпущена 15 апреля 2024 года на кантри-радио в качестве восьмого сингла третьего студийного альбома Уоллена One Thing at a Time. Авторами песни стали Роки Блок, Эшли Горли, Джеймс Мэддокс, Эрнест Кит Смит и Райан Войтесак, а продюсерами — Джоуи Мой и Джейкоб Дюрретт. Песня возглавила кантри-чарт США, вошла в топ-10 кантри-чарта Канады и получила платиновую сертификацию Американской ассоциации звукозаписывающих компаний (RIAA).

## История
Автор журнала Substream Логан Уайт назвал песню «идеальным сочетанием кантри и хип-хопа, с которым Уоллен экспериментировал последние пару лет» и добавил: «Песня объясняет их любовь к „ковбойским девушкам“ тем, что они не могут остепениться, и далее упоминает конкретные качества: „У нее холодное сердце, но теплая улыбка“».

## Коммерческий успех
Песня «Cowgirls» дебютировала на 40-м месте в американском хит-параде Billboard Hot 100 в чарте от 18 марта 2023 года сразу после выхода альбома One Thing at a Time вместе с другими его композициями. Затем песня оставалась в чарте в течение 20 недель, прежде чем выпала из него.
После выхода на радио в качестве официального сингла песня вновь вошла в Billboard Hot 100 под номером 42. В итоге песня вошла в топ-10 кантри-чартов Канады и США и получила платиновые сертификации Американской ассоциации звукозаписывающих компаний (RIAA), а также в Австралии и Новой Зеландии.
В чарте Billboard Country Airplay за неделю 6 июля 2024 года песня «Cowgirls» заняла вторую позицию в чарте Country Airplay, а песня Post Malone «I Had Some Help», в которой Уоллен участвует как исполнитель, вторую неделю держится на первом месте, что делает Уоллена третьим исполнителем в истории чарта, занимающим две верхние позиции одновременно. Песня «Cowgirls» достигла первого места 27 июля 2024 года, вытеснив «I Had Some Help», что стало первым случаем, когда артист вытеснил себя с первого места с 2002 года, когда Тим Макгро добился успеха подряд в качестве исполнителя синглов номер один с песней Джо Ди Мессины «Bring On the Rain», а затем со своей собственной «The Cowboy in Me» (9 и 16 марта 2002 года), и лишь вторым случаем в истории чарта. Тем временем Уоллен уже четвертую неделю удерживает два первых места в рейтинге Country Airplay одновременно, продлевая свой рекорд по самому долгому двойному удержанию двух первых мест. Это четырнадцатый сингл номер один Уоллена и первый — Эрнеста.

## Чарты
| Чарт (2024)                         | Высшая позиция |
| ----------------------------------- | -------------- |
| Канада (Billboard Canadian Hot 100) | 23             |
| Канада (Billboard Country)          | 8              |
| Мир (Billboard Global 200)          | 47             |
| Ирландия (IRMA)                     | 79             |
| Великобритания (OCC UK Singles)     | 92             |
| США (Billboard Hot 100)             | 12             |
| США (Billboard Country Airplay) ·   | 1              |
| США (Billboard Hot Country Songs)   | 3              |

| Чарт (2023)                       | Позиция |
| --------------------------------- | ------- |
| Канада (Canadian Hot 100)         | 99      |
| США Hot Country Songs (Billboard) | 23      |

## Сертификации
| Регион                                                                      | Сертификация | Продажи   |
| --------------------------------------------------------------------------- | ------------ | --------- |
| Австралия (ARIA)                                                            | Платиновый   | 70 000    |
| Новая Зеландия (RMNZ)                                                       | Платиновый   | 30 000    |
| Великобритания (BPI)                                                        | Серебряный   | 200 000   |
| США (RIAA)                                                                  | Платиновый   | 1 000 000 |
| Данные о продажах + прослушиваниях приведены только на основе сертификации. |              |           |